# Eberhard Ludwik Wirtemberski
Eberhard Ludwik Wirtemberski (ur. 18 września 1676 w Stuttgarcie, zm. 31 października 1733 w Ludwigsburgu) – książę Wirtembergii.

## Życiorys
Trzecie dziecko księcia Wilhelma Ludwika Wirtemberskiego i księżniczki Hesji-Darmstadt Magdaleny Sybilli.
W wieku 16 lat został władcą Wirtembergii. Regentem do czasu osiągnięcia przez niego pełnoletniości na mocy decyzji cesarza Leopolda I był wuj książę Fryderyk Karol. Spowodowało to niezadowolenie najstarszego członka rodziny Wirtembergów księcia Fryderyka II z Wirtembergii – Neuenstadt. Pełną władzę otrzymał w 1692 roku jednak młody książę wolał polowania niż administrowanie państwem dlatego też przekazał rządzenie swoim doradcom.
6 maja 1697 roku ożenił się z Joanną Elżbietą Badeńską córka margrabiego Fryderyka Magnusa i Augusty Marii von Schleswig-Holstein-Gottorf. Para miała jednego syna Fryderyka Ludwika (1698–1731).

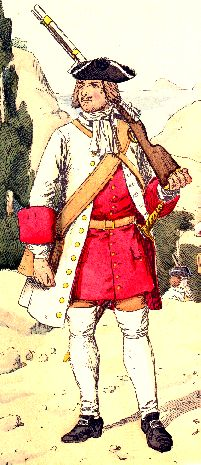
Wirtemberski piechur z 1719 roku

Eberhard Ludwik zajmował się budowaniem silnej armii, brał udział w bitwie pod Blenheim. W 1707 roku dowodził wojskami Szwabii w wojnie o sukcesję hiszpańską.
Przed rokiem 1700 odwiedził Ludwika XIV w Wersalu. Będąc pod wrażeniem siedziby króla postanowił wybudować pałac Ludwigsburg. Budowa trwała 15 lat. Eberhard podniósł podatki, aby móc sfinansować to przedsięwzięcie. Spowodowało to niezadowolenia społeczne, które pogłębiały informacje o romansie księcia z Wilhelminą von Grävenitz. Dalsze niepokoje społeczne powodują małe zainteresowanie księcia sprawami kraju oraz jego coraz dłuższą nieobecność w Stuttgarcie.
W 1702 roku ufundował Order Myśliwski (później trzykrotnie przemianowany i znany pod nazwami: Order Wielki Elektorski Wirtemberski, Order Orła Złotego, Order Korony Wirtemberskiej).
W 1731 roku umiera następca tronu Eberhard Ludwik. Pozostawił on po sobie jedynie córkę. Staje się jasne że po śmierci księcia tron przejdzie w ręce katolickiej gałęzi rodu Wirtembergii Winnental Karola Aleksandra.
Książę Eberhard Ludwik zmarł na zawał 31 października 1733 roku.